# Stefan Sawow
Stefan Dimitrow Sawow, bułg. Стефан Димитров Савов (ur. 8 stycznia 1924 w Sofii, zm. 8 stycznia 2000 tamże) – bułgarski polityk i tłumacz, parlamentarzysta, w latach 1991–1992 przewodniczący Zgromadzenia Narodowego.

## Życiorys
Absolwent szkoły średniej z 1942 oraz studiów prawniczych na Uniwersytecie Sofijskim im. św. Klemensa z Ochrydy z 1949. Był represjonowany i więziony z przyczyn politycznych. W latach 50. i 60. zatrudniony jako pracownik budowlany. Od 1970 do 1974 pracował jako urzędnik w jednym z instytutów Bułgarskiej Akademii Nauk. Później do 1990 zajmował się tłumaczeniem literatury hiszpańskojęzycznej, przetłumaczył około 30 książek. Był członkiem władz bułgarskiego związku skupiającego tłumaczy.
W okresie przemian politycznych z 1989 zaangażował się w działalność polityczną. W 1990 stanął na czele Partii Demokratycznej, wraz z tym ugrupowaniem działał początkowo w Związku Sił Demokratycznych. W latach 1991–1996 był redaktorem czasopisma „Zname”. W 1990 został wybrany do konstytuanty, w 1991, 1994 i 1997 uzyskiwał mandat posła do Zgromadzenia Narodowego 36., 37. i 38. kadencji. W latach 1991–1992 pełnił funkcję przewodniczącego bułgarskiego parlamentu.